# سانتا پلا
سانتا پلا دهستانی در استان آلیکانتهٔ اسپانیا است.
در این دهستان ۲۷٬۵۲۱ نفر زندگی می‌کنند. مساحت این دهستان ۵۸٫۳۱ کیلومتر مربع است.